# Dungra
Dungra è una suddivisione dell'India, classificata come census town, di 24.522 abitanti, situata nel distretto di Valsad, nello stato federato del Gujarat. In base al numero di abitanti la città rientra nella classe III (da 20.000 a 49.999 persone).

## Geografia fisica
La città è situata a 20° 19' 16 N e 72° 55' 49 E.

## Società

### Evoluzione demografica
Al censimento del 2001 la popolazione di Dungra assommava a 24.522 persone, delle quali 15.206 maschi e 9.316 femmine. I bambini di età inferiore o uguale ai sei anni assommavano a 3.840, dei quali 1.921 maschi e 1.919 femmine. Infine, coloro che erano in grado di saper almeno leggere e scrivere erano 18.017, dei quali 12.108 maschi e 5.909 femmine.